# José Bosingwa
José Bosingwa da Silva, né le 24 août 1982 à Mbandaka en République du Zaïre (aujourd’hui République démocratique du Congo), est un footballeur et international portugais qui évolue au poste de défenseur.

## Carrière

### Boavista
De 2001 à 2004, il joue à Boavista. Lors de l'été 2003, il est transféré au FC Porto, la formation rivale au niveau local de son ancien club.

### FC Porto
Il arrive au FC Porto en qualité d'ailier droit mais est adapté en tant que défenseur droit qui devient son poste de prédilection. Après le départ de Paulo Ferreira à Chelsea, il a quelques difficultés à remplacer son talentueux ex-équipier. Toutefois, il explose durant la saison 2005-2006 et devient titulaire indiscutable à son poste. Son explosivité et son niveau technique élevé font de lui un excellent défenseur droit à connotation offensive. 
Avec Porto, il est quatre fois champion du Portugal et surtout il remporte la Ligue des champions en 2004 avec José Mourinho.

### Chelsea
C'est le 10 mai 2008 que Bosingwa signe un contrat de trois ans à Chelsea, pour un montant de 20 millions d'euros.
En octobre 2009, Bosingwa subit une grave blessure au genou gauche. Il est absent des terrains jusqu'en février 2010. Le 3 mars 2010, Ray Wilkins, entraîneur adjoint de Chelsea, annonce sur le site officiel du club que Bosingwa doit de nouveau se faire opérer à ce même genou. Il manque donc la fin de saison avec Chelsea, mais également la Coupe du monde 2010.
En fin de contrat et pas prolongé à Chelsea, Bosingwa est libéré le 1er juillet 2012 après quatre saisons passées sous le maillot des Blues durant lesquelles il marque trois buts en 126 rencontres toutes compétitions confondues.

### Queens Park Rangers
Le 17 août 2012, il signe un contrat de trois ans en faveur des Queens Park Rangers,.

### Carrière internationale
Bosingwa possède vingt-quatre sélections en équipe du Portugal et il figure dans la liste des 23 Portugais pour l'Euro 2008. Il s'y illustre en étant l'arrière droit titulaire de la Selecção, s'adjugeant la place de Miguel.
Le 7 novembre 2014, il est sélectionné par le sélectionneur portugais après trois ans sans l’avoir été.

## Palmarès
FC Porto
- Vainqueur de la Ligue des Champions en 2004 avec le FC Porto
- Vainqueur de la Coupe intercontinentale en 2004 avec le FC Porto
- Champion du Portugal en 2004, 2006, 2007 et 2008 avec le FC Porto
- Vainqueur de la Coupe du Portugal en 2006 avec le FC Porto
- Vainqueur de la Supercoupe du Portugal en 2003, 2004 et 2006 avec le FC Porto

 Chelsea FC
- Champion d'Angleterre en 2010 avec Chelsea
- Vainqueur de la Coupe d'Angleterre en 2009, 2010 et 2012 avec Chelsea
- Vainqueur du Community Shield en 2009 avec Chelsea
- Vainqueur de la Ligue des Champions en 2012 avec Chelsea.